# Charles Umlauf
Charles Umlauf (South Haven, 17 luglio 1911 – Austin, 19 novembre 1994) è stato uno scultore statunitense.

## Biografia
Dopo aver studiato con Albin Polášek all'Art Institute di Chicago nel 1929, durante la Grande depressione stette alle dipendenze del WPA Federal Art Project e nel 1941 iniziò ad insegnare all'Università del Texas di Austin, dove rimase per circa 40 anni. Nel 1985 donò la sua casa, il suo laboratorio e le sue opere alla città di Austin, dove venne creato l'Umlauf Sculpture Garden in suo onore.